# Jürg Maurer

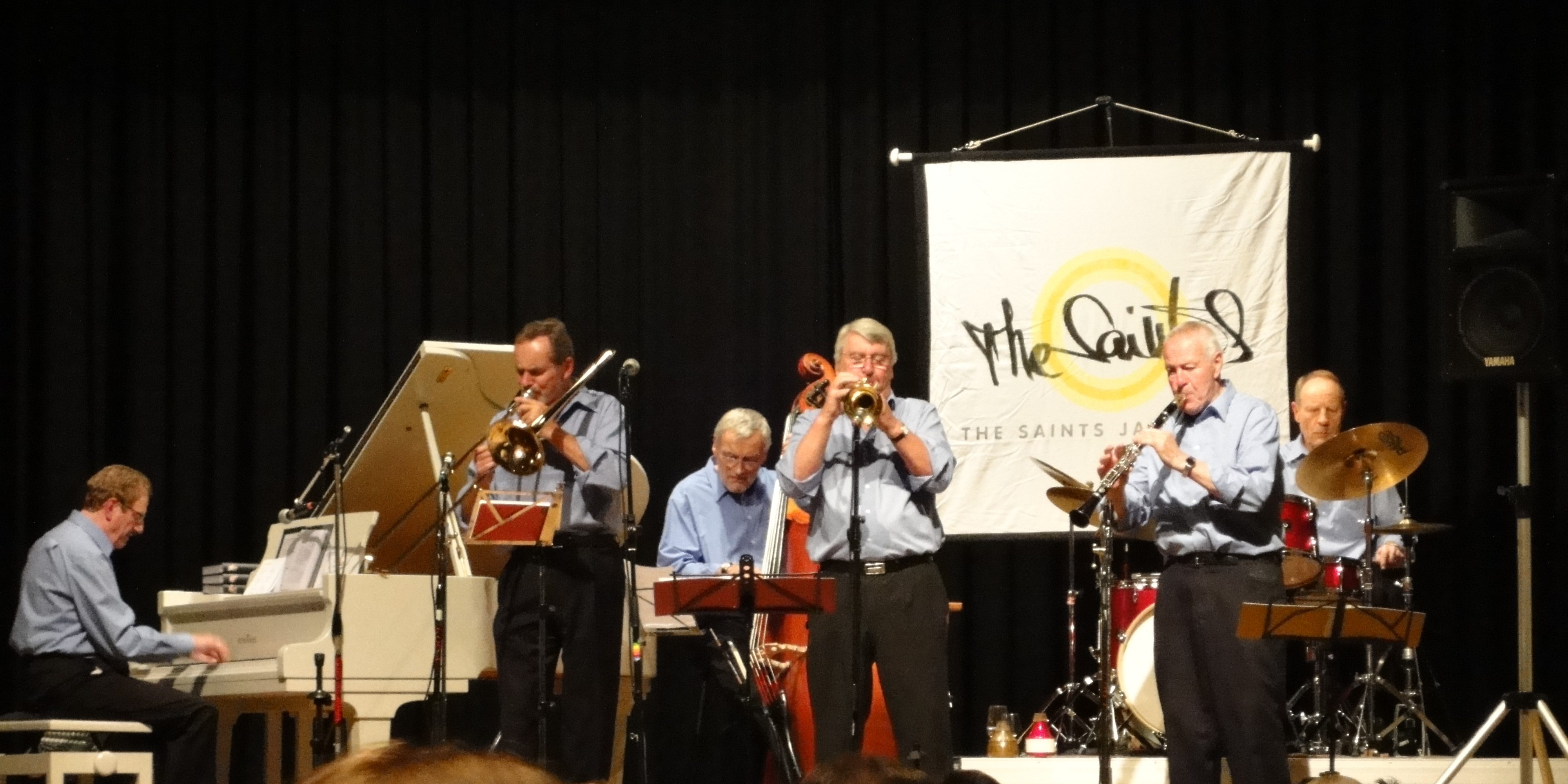
Live Konzert The Saints Jazzband mit Jürg Maurer an der Klarinette

Jürg Maurer (* 22. Juni 1935 in Zürich; † 22. Mai 2023 in Sitten VS) war ein Jazz-Klarinettist aus dem Schweizer Kanton Zürich, der Dixieland und Swing in der The Saints Jazz Band spielte.
Schon als Jugendlicher war Maurer weniger vom damals auch in der Schweiz populären Dixieland Jazz beeinflusst, als von der Musik Woody Hermans, die er über AFN hörte. Seine ersten Engagements hatte er in einer volkstümlichen Bläsergruppe, in der Schweiz Harmoniemusik genannt, blieb aber nebenbei dem Jazz treu, was schließlich zu seiner Entlassung führte. Fortan trat er meist im Niederdorf der Stadt Zürich – in der Eulerbar, im Hirschen und im Trester Club – auf. Er spielte auch in der Swiss Swing College Band.
Nachdem einer der Gründer, der Saxophonist und Klarinettist Rene Borel, die The Saints Jazz Band verlassen hatte, die der Pianist Romeo Borbach dann 1962 übernahm, wurde Maurer 1963 festes Mitglied der Gruppe. In dieser Band spielte er bis zum altersbedingten Rücktritt 2014. Er gehörte zeitweilig auch der Paramount Union Jazzband an.